# Real de Catorce
Real de Catorce is een spookstad in de Mexicaanse deelstaat San Luis Potosí.
In 1772 werd de plaats gesticht na een grote zilvervondst. Amper dertig jaar later was de mijn van Real de Catorce, na Potosí in Bolivia, de grootste zilvermijn ter wereld. De bevolking groeide tot 40.000 inwoners halverwege de 19e eeuw. Na het inzakken van de zilverprijs aan het eind van de 19e eeuw begon de bevolking terug te lopen en vanwege de Mexicaanse Revolutie (1910-1920) werd de stad geheel verlaten. Aan het eind van de 20e eeuw ontdekte het toerisme Real de Catorce, zodat de plaats tegenwoordig weer zo'n 1000 inwoners heeft, maar de merkwaardige sfeer van de spookstad is behouden gebleven.
De vallei van Real de Catorce is verder bekend als de plaats waar de Huicholindianen jaarlijks de geboorte van Tatewari, 'grootvader vuur' vieren. De Huicholrituelen gaan gepaard met het gebruik van de hallucinogene peyotecactus, die in de vallei van Catorce wordt aangetroffen.